# Tripterygiidae
Tripterygiidae är en familj av fiskar som ingår i ordningen abborrartade fiskar (Perciformes). Enligt Catalogue of Life omfattar familjen Tripterygiidae 165 arter. 
Arterna förekommer i tropiska och tempererade havsområden över hela världen. De vistas vanligen nära kusten men ibland hittas de vid ett djup av 550 meter. Familjens medlemmar blir vanligen upp till 6cm långa och några arter når en längd av upp till 25cm. De lever nära havets botten och jagar olika ryggradslösa djur. På honans ägg finns flera taggiga utskott för att fästa de på alger. Ungarna äter plankton.
Det vetenskapliga namnet är bildat av grekiska tripteros och betyder "med tre vingar (fenor)".
Släkten enligt Catalogue of Life:
- Acanthanectes
- Apopterygion
- Axoclinus
- Bellapiscis
- Blennodon
- Brachynectes
- Ceratobregma
- Cremnochorites
- Crocodilichthys
- Cryptichthys
- Enneanectes
- Enneapterygius
- Forsterygion
- Gilloblennius
- Helcogramma
- Helcogrammoides
- Karalepis
- Lepidoblennius
- Lepidonectes
- Matanui
- Norfolkia
- Notoclinops
- Notoclinus
- Ruanoho
- Springerichthys
- Trianectes
- Trinorfolkia
- Tripterygion
- Ucla